# Diözesanmuseum Tarnów

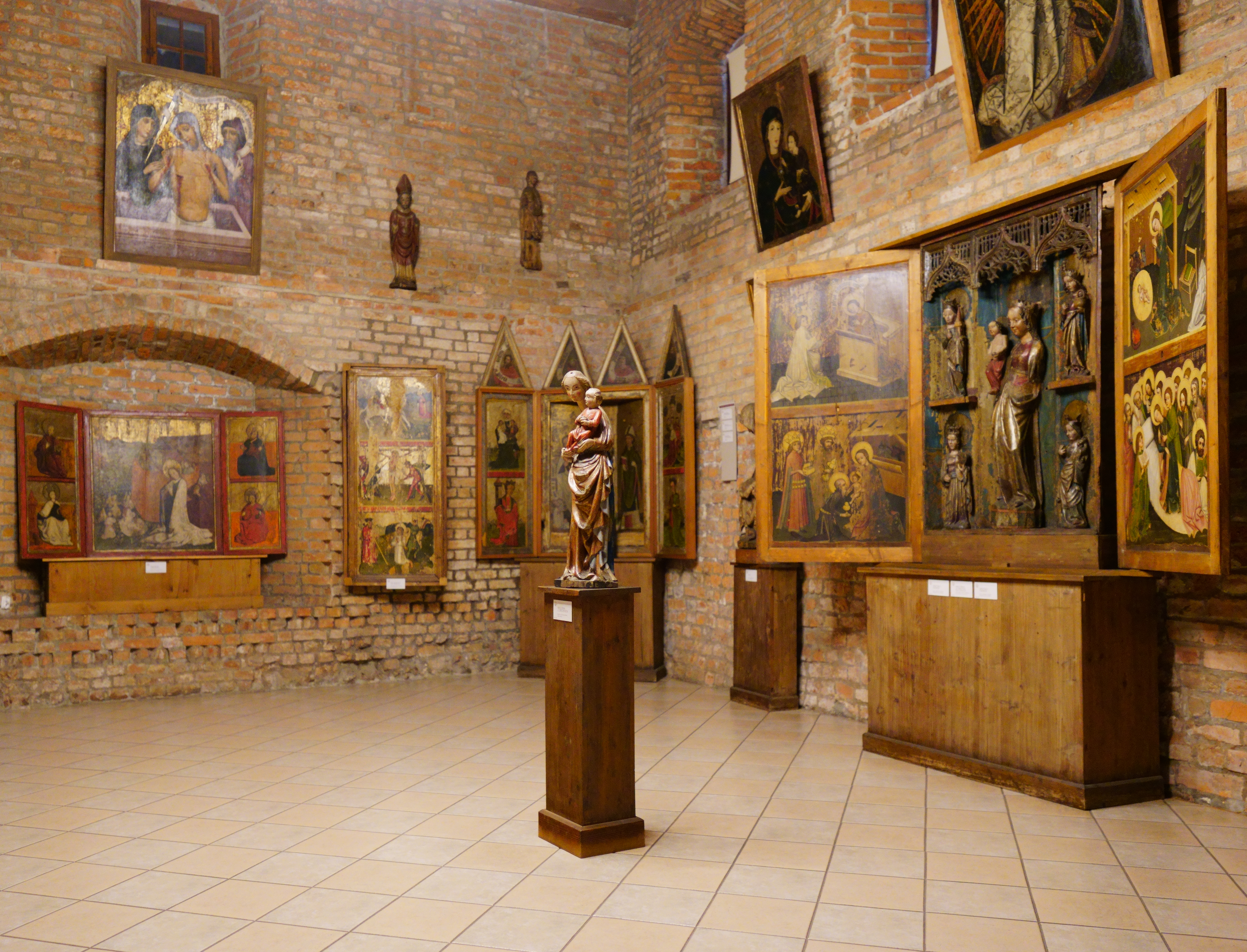
Ausstellung im Hauptgebäude

Das Diözesanmuseum Tarnów ist eine kirchlich-kulturelle Einrichtung im kleinpolnischen Tarnów. Das 1888 in Galizien (Österreich-Ungarn) gegründete Diözesanmuseum ist das älteste Diözesanmuseen in Polen.

## Geschichte
Die Sammlung wurde dem Museum von der Kathedrale von Tarnów und anderen kirchlichen Einrichtungen im Bistum Tarnów geschenkt. Es befand sich im Seminargebäude und zog später ins Rathaus. 1940 zog es in das heutige Gebäude am Kathedralsplatz. Weitere Räumlichkeiten befinden sich in den zahlreichen Filialen. 

## Bestände
Zu den Ausstellungsstücken gehören zahlreiche sakrale Kunstgegenstände vom 13. Jahrhundert bis zur heutigen Zeit an, die aus verschiedenen Kirchengebäuden des Bistums zusammengetragen wurden. 